# Primer amor (telenovela)
Primer amor (o Primer amor... a 1000 × hora) es una telenovela mexicana producida por Pedro Damián para Televisa. Se trata de una versión de la telenovela Quinceañera de 1987.
Protagonizada por Anahí, Kuno Becker, Ana Layevska y Valentino Lanús. Con las participaciones antagónicas de Mauricio Islas, Arleth Terán, Leticia Perdigón y la primera actriz Blanca Sánchez. Además cuenta con las actuaciones de Sebastián Ligarde y Mariagna Prats entre otros.

## Argumento
Giovanna Luna y Marina Iturriaga son dos amigas inseparables que provienen de mundos muy diferentes. Giovanna vive en un hogar humilde y en su tiempo libre trabaja en una cafetería para ayudar a su padre con los gastos de la casa, mientras Marina es una chica adinerada que mantiene en constante conflicto con su madre, una reconocida actriz. 
Ambas amigas están a punto de cumplir los quince años y Catalina, la caprichosa madre de Jovana, sueña con hacerle una gran fiesta a su hija pese a la precaria situación de su hogar. Giovanna está enamorada de León Baldomero, un humilde mecánico que la ama sinceramente pero esta relación es completamente reprobada por Catalina, la cual se opone firmemente por la condición económica de León.
A esta oposición también se le suma Demian, el promiscuo primo de Marina el cual se obsesiona con Giovanna aun cuando ella le deja claro no sentir nada por él. Empeñado en lograr su cometido, Demian se alía con Priscila, la hermana mayor de Giovanna y quien siempre la ha envidiado, para separarla de León. Así, en una noche de fiesta Demian se las ingenia para drogar a Giovanna y hacerle creer que han tenido relaciones, lo cual llena de vergüenza a la joven y decide romper su relación con León. 
Por su parte, en la vida de Marina aparece Imanol Jáuregui, quien regresa al país luego de haber culminado sus estudios en el extranjero. La primera reacción de Marina es el desprecio, sin embargo esta actitud no es más que una coraza para ocultar el amor que poco a poco va surgiendo entre los dos pero que, a causa del orgullo de Marina, decide evitar llevando así a que su el joven poco a poco se interese nada más y nada menos que en Giovanna.
En medio de arrancones ilícitos, delincuencia, drogadicción y el vals de los quince años, se pondrán a prueba los sentimientos entre Giovanna, León, Marina e Imanol, así como la amistad entre ambas jóvenes que en el difícil paso de niña a mujer vivirán su primer amor a mil por hora.

## Elenco
- Anahí - Giovanna Luna Guerra
- Kuno Becker - León Baldomero
- Ana Layevska - Marina Iturriaga Camargo
- Valentino Lanús - Imanol Jáuregui Tasso
- Mauricio Islas - Demian Ventura
- Arleth Terán - Priscila Luna Guerra
- Fabián Robles - Santiago García "la Iguana"
- Leticia Perdigón - Catalina Guerra de Luna
- José Elías Moreno - Esteban Luna
- Mariagna Prats - Pilar Camargo de Iturriaga
- Sebastián Ligarde - Antonio Iturriaga
- Manuel "Flaco" Ibáñez - Conrado Baldomero
- Arturo García Tenorio - Indalesio Cano
- Daniela Luján - Sabrina Luna Guerra
- Alexa Damián - Emilia Baldomero
- José María Torre - Bruno Baldomero
- Aitor Iturrioz - Boris
- Socorro Bonilla - Milagros García
- Beatriz Moreno - Benita Morales
- Blanca Sánchez - Andrea Camargo
- Héctor Gómez - Fernán Camargo
- Pilar Pellicer - La Chonta
- Alfredo Ahnert - Luis Fernando "Fher"
- Damián Mendiola - Vinnie Montijo
- Mauricio Aspe - Rodolfo "Rudy"
- Rafael Bazán - El Morrito Cano
- Enrique Borja Baena - Ricardo "Richard"
- Gabriela Cano - Melissa Molina
- Roxana Castellanos - Ana Lozano
- Ehécatl Chávez - Tirilo
- Liuba de Lasse - Lourdes "Lulú" Durán
- Jackeline del Vecchio - Aura
- Kika Edgar - Olivia
- Sebastián Rulli - Mauricio
- Alan Gutiérrez - Enrique (#1)
- Renato Bartilotti - Enrique (#2)
- Karen Juantorena - Itzel
- Adriana Laffan - Dorita
- Felipe Nájera - Valente Montijo
- Carla Ortiz - Gina
- Flavio Peniche - Poncho
- Juan José Peña - Comandante Merino
- Axel Ricco - Huicho
- Eduardo Rivera - Artemio
- Damián Sarka - Diego Ulloa
- Pedro Sicard - Claudio
- Laisha Wilkins - Tamara
- Sergio Sánchez - Iván
- Patricia Martínez - Bernarda
- Julio Sánchez - Mariano
- Susan Vohn - Bárbara Smith
- Alec Von Bargen - Adrián
- Arturo Vázquez - Cienfuegos
- Dulce María - Britanny
- Khotan Fernández - José Crescencio Martínez
- Patricia Martínez - Bernarda
- Lourdes Canale - Susana
- Luis Carillo - Dimitri
- Arturo Barba - Beto
- Alizair Gómez - Julio
- Lucero Lander - Inés
- Karime Saab - Asistente de Ana
- Julio Camejo - Pablo
- Judy Ponte - Jazmín (dueña de la cafetería)[2]
- Mauricio Barcelata

## Equipo de producción
- Historia original de: Jorge Durán Chávez, Edmundo Báez, René Muñoz
- Adaptación: María Cervantes Balmori, Issa López
- Edición literaria: Iván Cuevas
- Coordinación literaria: Alma Solís
- Tema: A mil por hora
- Autores: Lynda, Carlos Lara
- Intérprete: Lynda
- Tema: Juntos
- Autores: Carlos Lara, Pedro Damián
- Intérpretes: Kuno Becker, Anahí
- Música original: Carlos Lara, Max Di Carlo, Renato Bartilotti, Lisha
- Escenografía: Mirsa Paz, Miguel Hernández
- Ambientación: Octavio Ortega, Esperanza Carmona
- Diseño de vestuario: Mariana Gandía, Laila Gutiérrez, Alejandra Mendoza
- Diseño de imagen: Televisa San Ángel
- Coordinación musical: Juan López Arellano
- Musicalizador: Miguel Ángel Mendoza
- Editores: Juan Franco, Julio Abreu López, Luis Horacio Valdés
- Director de diálogos: Martín Álvarez
- Jefe de locaciones: Luis Valdés
- Jefes de producción: Juan Nápoles, Martín Álvarez, Leticia Pineda, Katian Rodríguez
- Jefe de reparto: Martha Góngora
- Gerente administrativo: Hernán Rentería
- Gerentes de producción: Jaime Gutiérrez Cáceres, Emilio Rentería
- Coordinadora de producción: Georgina Garibay García
- Directores de cámaras: Carlos Sánchez Ross, Vivian Sánchez Ross
- Directores de escena: Luis Pardo, Eloy Ganuza
- Productor asociado: Luis Luisillo Miguel
- Productor ejecutivo: Pedro Damián

## Primer amor, tres años después
Después del final de Primer amor se mostró un especial titulado Primer amor... tres años después, que continúa con la historia de la telenovela tres años después.

## Temas musicales
- A mil por hora (Lynda) - Tema de entrada
- Juntos (Anahí y Kuno Becker) - Tema de salida
- Primer amor (Anahí)

## Premios y nominaciones

### Premios TVyNovelas 2001
| Categoría                  | Nominado(a)                             | Resultado |
| -------------------------- | --------------------------------------- | --------- |
| Mejor telenovela           | Pedro Damián                            | Nominado  |
| Mejor actriz protagónica   | Anahí                                   | Nominada  |
| Mejor villano              | Mauricio Islas                          | Nominado  |
| Mejor actriz de reparto    | Arleth Terán                            | Ganadora  |
| Mejor actor de reparto     | Fabián Robles                           | Nominado  |
| Mejor revelación femenina  | Ana Layevska                            | Ganadora  |
| Mejor revelación masculina | Valentino Lanús                         | Ganador   |
| Mejor tema musical         | Lynda                                   | Nominada  |
| Mejor dirección de cámaras | Carlos Sánchez Ross Vivian Sánchez Ross | Ganadores |

- Mejor secuencia de acción: Mauricio Islas y Kuno Becker
- Mejor pelea: Mauricio Islas y Kuno Becker
- Mejor beso: Ana Layevska y Valentino Lanús

### Premios El Heraldo de México 2001
| Categoría            | Nominado        | Resultado |
| -------------------- | --------------- | --------- |
| Revelación masculina | Valentino Lanús | Ganador   |

### Premios Eres 2001
| Categoría                        | Nominado(a)                  | Resultado |
| -------------------------------- | ---------------------------- | --------- |
| Mejor actriz protagónica juvenil | Anahí                        | Ganadora  |
| Mejor lanzamiento                | Ana Layevska Valentino Lanús | Ganadores |
| Mejor tema de telenovela         | A mil por hora               | Ganador   |
| Mejor telenovela                 | Mejor telenovela             | Ganadora  |

## Versiones

### Cine
- En 1960 se hace la primera versión de esta historia bajo el nombre de Quinceañera, protagonizada por Martha Mijares, Tere Velázquez y Maricruz Olivier. Fue dirigida por Alfredo B. Crevenna y escrita por Edmundo Báez y Jorge Durán Chávez.[3]

### Televisión
- Esta versión está basada en la telenovela juvenil de 1987 Quinceañera, producida por Carla Estrada y protagonizada por Adela Noriega y Thalía.
- En 2012 se estrenó una tercera versión, Miss XV, emitida por el canal Nickelodeon Latinoamérica en conjunto con Televisa y nuevamente producida por Pedro Damián, y protagonizada por Paulina Goto y Natasha Dupeyrón.